# 東京都道208号大島循環線
東京都道208号大島循環線（とうきょうとどう208ごう おおしまじゅんかんせん）は、東京都の伊豆大島にある、大島町内を時計回りで循環する一般都道である。

## 概要
- 起点=東京都大島町元町 - 東京都道207号大島公園線接点
- 終点=東京都大島町元町

伊豆諸島の北端にある伊豆大島を通る一般都道の内の208号大島循環線は、この大島の周りを一周する都道である。大島の北西端にある大島町元町内の都道207号大島公園線との交点を起点とし、時計回りで廻って行くが、この場合は時計回りが下り、反時計回りが上りとなっている。途中で接続するこの大島町を通る都道は他に、北端の同町岡田で接続する東京都道209号川の道岡田港線や、南東端の同町差木地で接続する東京都道210号下地波浮港線とそれぞれ接し、本道はそのまま同町の西端へ進み起点方面へ戻って行く。なお、起点で交差する207号とはその付近で本道と一部重複区間がある。また、209号との交点付近から下り方向での本道路は新道と旧道に分列する区間があり、直進で進む新道と曲線上などがいくつか通過する旧道とに別れる。

## 路線状況

### 通称
- 大島一周道路

### 重複区間
- 東京都道207号大島公園線（大島町元町内の一部）

### 道路交通センサス
道路交通センサスによる208号大島循環線の各地点での交通量はそれぞれ以下の通りである（いずれも平成22年（2010年）度時点）。
| 観測地点           |          |                    |          |        |        |        |        |            |            |          |          |          |       |
| ピーク時間交通量   | ピーク率 | 混雑時平均旅行速度 | 混入率   | 混雑度 | 車道部 | 歩道部 | 車線数 | 大型車台数 | 小型車台数 | 二輪車類 | 自転車類 | 歩行者類 |       |
| 大島町泉津         | 91台/h   | 11.5%              | 32.4km/h | 14.2%  | 0.15   | 7.00m  | 2.50m  | 2          | 113台      | 680台    | 15台     | 0台      | 69台  |
| 大島町波浮港沖の根 | 314台/h  | 20.8%              | 38.0km/h | 8.5%   | 0.22   | 7.00m  | 2.50m  | 2          | 128台      | 1,381台  | 66台     | 22台     | 141台 |
| 大島町元町         | 500台/h  | 11.5%              | 32.9km/h | 9.5%   | 0.51   | 7.00m  | 2.50m  | 2          | 413台      | 3,952台  | 67台     | 27台     | 127台 |

## 地理

### 通過する自治体
- 東京都大島町

### 交差する道路
- 東京都道207号大島公園線（大島町元町）
- 東京都道209号川の道岡田港線（大島町岡田）
- 東京都道210号下地波浮港線（大島町差木地）

なお、この大島町内には国道は通っていない。

## 沿線の施設

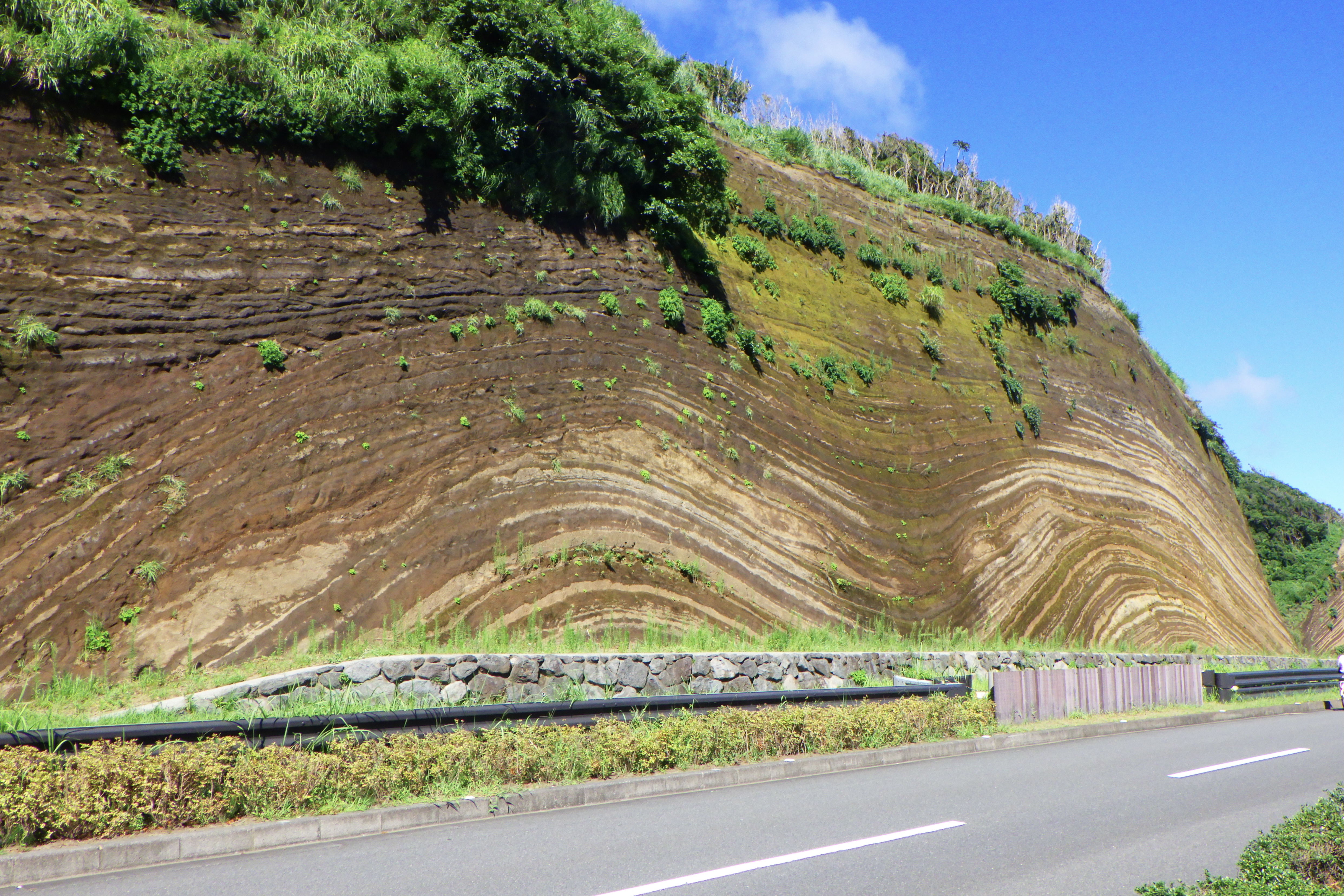
地層大切断面

起点から時計回りの順に記す。
- 東京都立大島高等学校
- 愛宕山（大島町）
- 大島空港
- 大島ふるさと体験館
- 大島町立第二中学校
- 大島町立さくら小学校
- 大島ゴルフクラブ
- 都立大島公園椿園
- 都立大島公園動物園
- 波浮保育園
- 大島町立第三中学校
- 東京都立大島海洋国際高等学校
- 差木地郵便局
- 大島航空標識所
- 地層断面前
- 野増郵便局
- 伊豆大島火山博物館
- 大島町役場
- 大島警察署
- 大島支庁
- 大島町立第一中学校